# Cartes anunciant el descobriment de les Índies

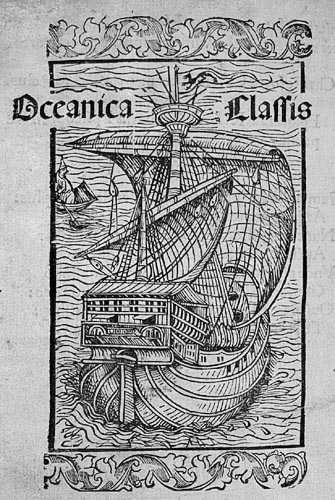
Il·lustració de l'edició en llatí realitzada en Basilea a 1494.

Les cartes anunciant el descobriment de les Índies són un conjunt de manuscrits i impresos que feren públiques les troballes de la primera expedició capitanejada per Cristòfor Colom al que després es diria Amèrica. La primera edició impresa va ser probablement la de la carta en castellà a l'escrivà de ració a Barcelona a principis d'abril de 1493; seguida unes setmanes més tard per la impressió en Roma d'una traducció al llatí bé d'aquest mateix document prové d'una altra carta molt similar adreçada al tresorer reial Gabriel Sánchez. La versió en llatí es va difondre ràpidament per tot Europa, sent reeditada diverses vegades i traduïda a altres idiomes. Posteriorment han aparegut manuscrits similars a les cartes impreses i, el 1985, una còpia potser del segle xvi d'una carta de Colom als Reis datada el març de 1493 i que tracta el mateix tema.
Aquestes cartes descriuen les illes descobertes, en particular Cuba i la Hispaniola, i els costums dels seus habitants, però donen poca informació concreta sobre el viatge. Curiosament, algunes de les dades que sí que donen contradiuen a altres fonts, en particular, al Diari d'abord. Abunden les exageracions sobre la mida de les illes, les seves riqueses i la docilitat dels "indis". A la inversa, s'ometen informacions negatives com la pèrdua de la nao capitana de l'expedició.
Tradicionalment s'ha considerat que les cartes impreses l'any 1493 foren escrites personalment per Colom, que potser orquestra la seva publicació com a estratagema per protegir els seus interessos. Una altra teoria afirma que la carta va ser redactada pel rei Ferran i Luis de Santàngel, inspirant-se en notícies enviades per Colom als Reis a la seva tornada. En qualsevol cas, es va tractar d'una operació de propaganda a gran escala possibilitada per un invent recentment arribat a Europa, la impremta de tipus mòbils. Va ser la difusió més ràpida i universal d'una notícia de tot el segle XV i part del XVI.
Malgrat els dubtes sobre la seva autoria, aquestes cartes tenen una gran importància històrica perquè van constituir l'única font sobre el primer viatge de Colom disponible públicament durant la vida de l'almirall.

## Cartes publicades en 1493

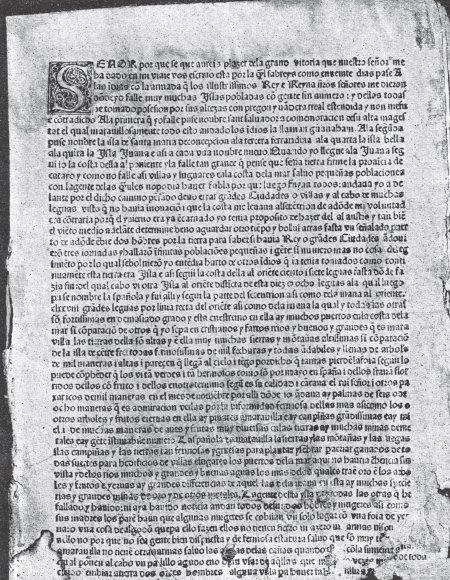
Primera pàgina de la carta en castellà impresa a Barcelona l'any 1493.

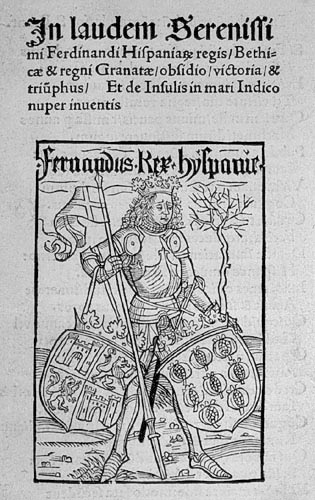
El rei Ferran a la tapa de l'edició de Basilea de 1494.

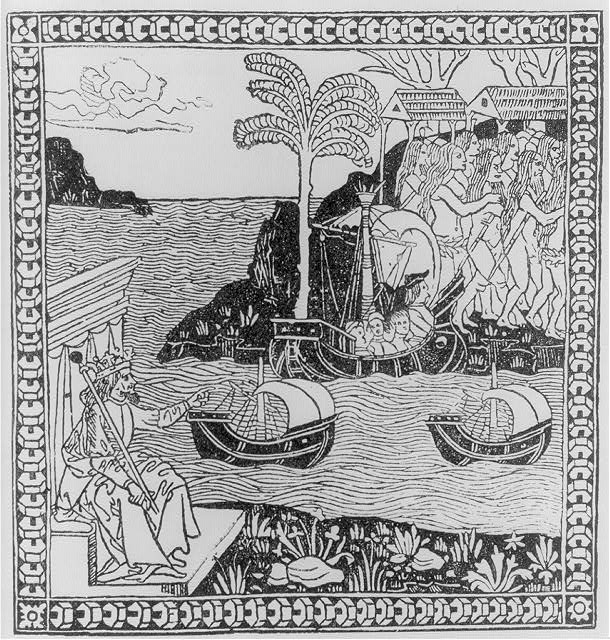
Il·lustració de l'edició italiana en vers de 1493.

### Difusió
El 1493 apareix impresa una carta de Cristòfor Colom adreçada a l'"escrivà de ració"*, càrrec públic que aleshores ocupava Lluís de Santàngel. La carta està escrita en castellà, amb data de 15 de febrer i postdata a Lisboa a 14 de març. El document imprès no duu títol ni lloc d'edició i no se sap qui va ordenar publicar. Mitjançant una anàlisi tipogràfica es creu que devia ser impresa al taller de Pere Posa, a Barcelona. També es desconeix la data de publicació, suposa en general que va haver de ser cap al mes d'abril. No se sap quants exemplars es van editar. Es conserva un de sol, aparegut el 1889 i avui propietat de la Biblioteca Pública de Nova York.
La carta va arribar a Roma ràpidament perquè es té notícia d'ella allà el 18 d'abril de 1493.
Aviat va aparèixer publicada en aquesta ciutat una versió en llatí de la carta, traduïda per Leandro Cosco el 29 d'abril. Aquest text presenta tanmateix algunes diferències amb l'imprès a Barcelona, començant pel destinatari que és el tresorer reial Gabriel Sánchez (anomenat erròniament Raphael Sanxis en la majoria de les edicions).
La versió en llatí va assolir gran popularitat a Europa i fou reimpresa nombroses vegades: dos cops a Roma, una a Anvers, una a Basilea i tres en París. Es van fer també traduccions a altres llengües: italià (en vers, Roma, 15 de juny 1493) i alemany (Estrasburg, 1497).
En 1497 es va realitzar una nova edició de la versió castellana a Valladolid.

### Contingut
Text complet de la carta en castellà.
 Text complet de la carta en català.
La carta a Santàngel dedica llargs paràgrafs a les illes descobertes i els costums dels seus habitants, però omet informació important sobre el viatge: quants vaixells formaven l'expedició, quan van sortir, quin camí seguir i quan van emprendre el viatge de tornada. A més, algunes de les dades que dona contradiuen a altres fonts, per exemple la durada del viatge de tornada o la data de l'arribada a Lisboa.
A la introducció Colón afirma que va passar a "les Índies" (al "mare Indicum" segons la carta en llatí) i que va prendre possessió de les terres trobades. També esmenta la durada del viatge d'anada: 20 dies en la versió en castellà i 33 a la llatina.
| «                    | ... en ueinte dias pasé a las Indias con la armada que los illustríssimos Rey e Reyna, nuestros señores, me dieron, donde yo fallé muy muchas islas pobladas con gente sin número, y dellas todas he tomado posesión por Sus Altezas con pregón y uandera rreal estendida, y non me fue contradicho ... | » |
| — Carta en castellà. | |   |

| «                 | Tricesimotertio die postquam Gadibus discessi in mare Indicum perveni: ubi plurimas insulas innumeris habitatas hominibus repperi: quarum omnium pro felicissimo Rege nostro preconio celebrato et vexillis extensis contradicente nemine possessionem accepi. | » |
| — Carta en llatì. | |   |

El document enumera a continuació les primeres illes visitades, donant només els seus noms: Guanaham (Guanahanin en la carta en llatí), rebatejada San Salvador; Santa María de Concepción; Ferrandina (Fernandina a la versió en llatí) i isla Bella (corregit a Isabelaen la traducció llatina). La cinquena illa esmentada és Cuba, a la qual Colom va anomenar Juana, l'exploració es narra més en detall. L'última illa descoberta és la Hispaniola, l'actual Santo Domingo.
La carta descriu els paisatges de Cuba però dona poca informació geogràfica sobre ella. Pel que fa a la Hispaniola és encara més parca en detalls. En ambdós casos les dades aportades tendeixen a exagerar la mida de les illes. A continuació descriu als indis com a éssers dòcils, pacífics, monògams, sense propietat privada i sense religió, la qual cosa implica que haurien de ser fàcils d'evangelitzar. El text afirma que Colom ha deixat un vaixell i una guarnició a la Hispaniola, en un fort anomenat fuerte Navidad. Omet però el fet que aquest vaixell, probablement la nau Santa María, havia embarrancat, segons afirmen moltes altres fonts.

A banda de les illes visitades, l'autor de la carta dona notícies d'altres terres: una illa poblada d'indis caníbals; una altra on només viuen dones guerreres; una altra on hi ha molt or i que els seus habitants no tenen cabells; un país on viu "gent amb cua" i dos "terres fermes": una la "d'aquí" i una altra la "d'enllà del Gran Can". També promet tota mena de riqueses si s'exploten les illes descobertes: or, esclaus i vegetals preciosos com les espècies, cotó, "llentiscle", "ligunáloe", ruibarbre i canyella. En la conclusió exalta la seva "victòria", si bé reconeix que hi pot haver altres que 
| « | ... destas tierras aian fallado o escripto ... | » |

 abans que Colom, i crida a 
| « | tomar alegría y fazer grandes fiestas, y dar gracias solemnes a la Sancta Trinidad. | » |

### Data
El final de la carta és diferent segons les versions. A la impresa a Barcelona es llegeix que va ser escrita el 15 de febrer "sobre las islas de Canaria" i postdata el 14 de març a Lisboa:
| « | Fecha en la calauera, sobre las islas de Canaria, a XV de febrero año mil CCCCLXXXXIII. Fará lo que mandáreys. El Almirante. Anima que venía dentro en la carta Después desta escripto y estando en mar de Castilla, salió tanto viento conmigo sul y sueste que me ha fecho descargar los nauíos, pero corí aquí en este puerto de Lisbona oy, (...) adonde acordé escriuir a Sus Altezas. (...) Fecha ha quatorze días de marzo. Esta Carta enbió Colom al escriuano de ración de las islas halladas en las Indias. Contenida a otra de Sus Altezas. | » |

La versió en llatí acaba de manera molt més breu, "A Lisboa el 14 de març": 
| « | Ulisbone pridie idus Martii. | » |

Les dates d'aquestes cartes han causat maldecaps als historiadors perquè contradiuen al Diari de bord, al qual es considera generalment la font principal per al primer viatge de Colom. El Diari no esmenta en absolut a les Canàries en el viatge de tornada i el 15 de febrer situa a la caravel·la de Colom, la Niña, a les Açores. Sí que diu que va anar a Lisboa però no el 14 sinó el 4 de març. Per aquests motius alguns autors han considerat que les dades de les cartes són errònies i han arribat a substituir en les seves transcripcions d'aquests documents la paraula "quatorze" per "quatre". Per a altres es tracta al contrari de proves que Colom no fou qui redactà les cartes.

### Autor, destinataris i objectiu

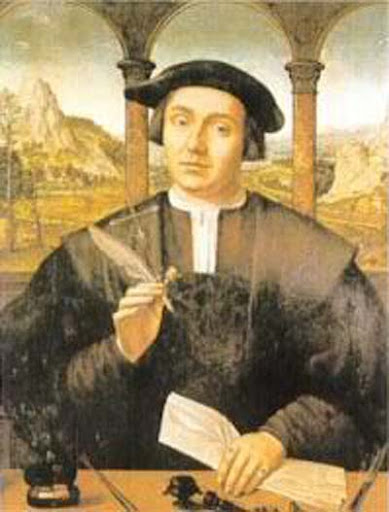
Lluís de Santàngel, escrivà de ració de la Corona d'Aragó.

Hi ha divisió d'opinions sobre si les cartes a Santàngel (castellà) i a Sánchez (llatí) són dos documents diferents o bé s'han de considerar com dues versions d'un mateix document, en aquest cas el nom de Sánchez seria un error introduït pel traductor.
També hi ha historiadors que opinen que no va ser Colom l'autor de cap de les dues cartes. Demetrio Ramos opina que la carta va ser redactada entre el rei Ferran i Lluis de Santàngel, inspirant de notícies enviades per Colom als Reis a la seva tornada. Segons Ramos, la carta a Gabriel Sánchez seria una mera traducció al llatí d'aquesta primera.
Alguns historiadors se sorprenen que la corona permetés difondre informacions en principi confidencials i aventuren que potser la publicació va ser un estratagema de Colom per protegir els seus interessos. Altres observen que el que les cartes s'imprimeixen i circulessin de forma tant ràpida i lliure indica que la cort dels Reis Catòlics va donar el seu permís o almenys no ho va impedir. En qualsevol dels dos casos, es va tractar d'una operació de propaganda, una de les primeres manipulacions mediàtiques a gran escala, feta possible per la invenció de la impremta. No es va donar en el segle xv ni en la primera part del segle xvi una difusió tan ràpida i universal d'una notícia. Per exemple, la primera volta al món (1519-22) va tenir un ressò molt menor.
L'objectiu principal d'aquesta operació de propaganda podria haver estat el de crear a Roma un ambient favorable a la negociació de les butlles alexandrines.

### Qualitat de la impressió
La qualitat tipogràfica de la carta impresa a Barcelona és molt inferior a la d'altres obres del taller de Pere Posa: hi ha errors evidents, falten espais en blanc i les línies no estan justificades. S'han proposat explicacions diverses: impressió ordenada d'urgència per fer arribar la carta al més aviat possible a Itàlia o un treball clandestí. Les errades lingüístiques podrien ser degudes al fet que els operaris de Pere Posa no dominaven bé el castellà, ja que totes les altres obres conegudes d'aquest taller van ser editades en llatí o en català.

### Importància
Malgrat els dubtes sobre la seva autoria, les cartes de 1493 anunciant el descobriment tenen una gran importància històrica. La carta impresa a Barcelona en castellà i, sobretot, les diverses edicions en llatí es popularitzaren ràpidament i constituïren l'única font sobre el primer viatge disponible públicament durant la vida de Colom.

## Manuscrit de Simancas

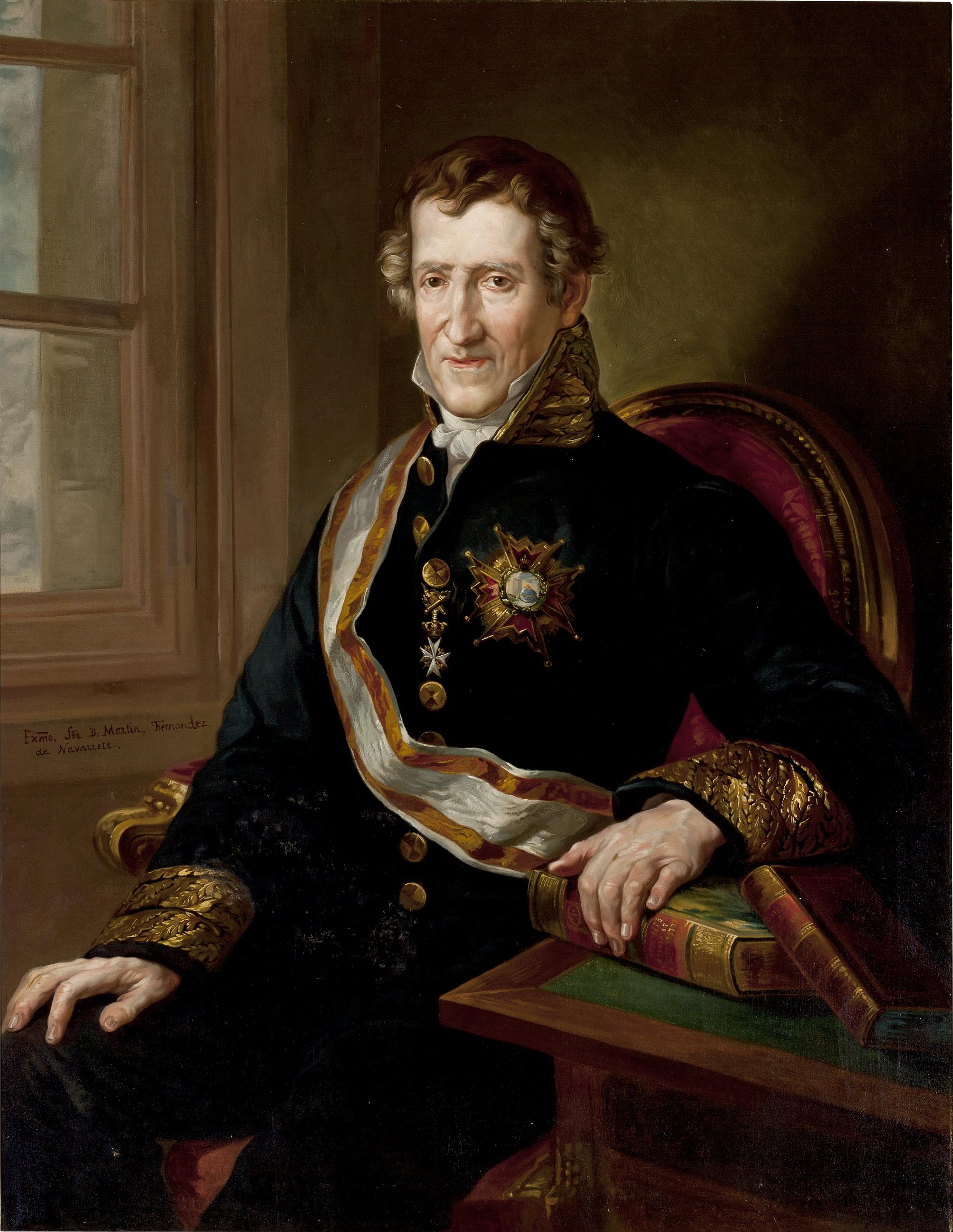
Martín Fernández de Navarrete va donar a conèixer el manuscrit de la carta conservat al Arxiu General de Simancas.

Text complet del manuscrit
A l'Arxiu General de Simancas es conserva un manuscrit que coincideix gairebé exactament amb el text de la carta publicada a Barcelona. Una de les diferències més cridaneres és que aquest document diu Guanabam a la primera illa albirades pels descobridors, mentre que la versió impresa diu Guanaham.
La lletra no és la de Colón ni porta la seva signatura. De fet, el 1818 va ser catalogat per l'arxiver Tomás González com "còpia de mà de Lluís de Santàngel" per la similitud amb la lletra de l'escrivà de ració.
El text del manuscrit va ser publicat per primera vegada per Martín Fernández de Navarrete el 1825, transcrit en la seva Coleccion de Viages. Es va demostrar (i mantenir durant 170 anys) que aquest document era una còpia manuscrita de la carta impresa a Barcelona, perquè per escriure "Guanabam" (en comptes de "Guanahani") a la carta de Simancas només és possible mirant un original imprès en caràcters gòtics, on la "h" i la "b" es confonen, apart que el grup "ni" sembla una "m" gòtica, una confusió impossible si la lectura s'hagués fet a partir del manuscrit de Simancas, evidències a les que van donar suport entre d'altres, el propi Navarrete, Henry Harrise i Carlos Sanz en el seu recull magistral de las 17 edicions conegudes el 1961 (on enumera les 144 còpies existents a tot el món, entre totes les edicions -de l'edició de Roma-Planck2 de la BNC n'hi ha 33-), tot i així, Demetrio Ramos al seu estudi de 1986 va pensar que es podria tractar d'un hipotètic esborrany en net (còpia omega) lliurat a la impremta de Pere Posa per a la seva impressió.

## Primeres edicions llatines de la carta de Colom
Del original escrit a mà per Colom, es van fer nou edicions impreses en llatí dirigides al tresorer de la corona Rafael Sanxís o Sanchez.
| Edició                            | Imatge       | Observacions | Editor |
| --------------------------------- | ------------ | --- | --- |
| Roma 1ª Edició                    |              | Utilitza el cognom del descobridor en català (Colom) i només fa referència a Ferran II d'Aragó ("invissimi Fernandi Hispaniarum Regis"), no esmenta la reina Isabel de Castella. Es refereix al destinatari com "Raphael Sanxis" (cognom escrit en català), i al traductor com "Aliander de Cosco" i Colom surt de Gadibus (Cadis)                                                          | Stephen Plannck |
| Basilea 1ª Edició (1493)          |              | De Insulis inventis. Sembla ser una reimpressió de la primera edició romana (només esmenta a Ferran II, va dirigida a Raphael Sanxis i fou traduïda per Aliander de Cosco). És la primera edició amb xilografies. | Sense datació i sense el nom del impressor però se suposa que fou imprès a Basilea per Johannes Besicken o Bergmann d'Olpe.                                                                             |
| París 1ª Edició (?)               |              | Epistola d'insulis repertis de novo, esmenta només a Fernando II, dirigida a Rafael Sanxis, i traduïda per Aliandro de Cosco). Sense data i sense nom del impressor però esmenta la ubicació com "Impressa parisius in camp gaillardi" (Champ-Gaillard a París, França). | Probablement per Guyot Marchant de París |
| París 2ª Edició (?)               |              | Epistola de insulis de novo repertis Reimpressió idèntica a la primera edició de París | Probablement per Guyot Marchant de París |
| París 3ª Edició (?)               |              | Epistola de insulis noviter repertis. Reimpressió de l'edició anterior de París | Guyot Marchant |
| Anvers (1493)                     |              | De insulis indi (a) i supra Gangem nuper inve (n) tis, copiada directament de la primera edició romana. | Thierry Martins a Anvers, 1493 |
| Roma 2ª Edició (?)                | Vegeu:Imatge | De insulis indi (a) i supra Gangem nuper inve (n) tis, es tracta d'una edició corregida i presumpta-ment presentada a finals de 1493; la salutació es refereix ara a Ferdinand i Isabella ("invictissimorum Fernandi et Helisabet Hispaniarum Regum"), el nom del destinatari és "Gabriel Sanchis", el traductor és "Leander de Cosco"(en lloc d'Aliander), i Colom surt de Gaditus (Cadis) | Sense data i impressor, per similitud tipogràfica (idèntica a la primera edició) es creu editat per Stephen Plannck a Roma.                                                                             |
| Roma 3ª Edició (?)                |              | De insulis indi (a) e supra Gangem nuper inve (n) tis També és una edició corregida: es refereix al destinatari com "Gabriel Sanches" (nom castellà), el traductor com "Leander de Cosco" i saluda tant a Ferran com a Isabella. No és clar si aquesta edició de Silber precedeix o segueix la segona edició de Plannck.                                                                    | Franck Silber (que era conegut com "Eucharius Argenteus"). La primera edició està datada explícitament i inscrita amb el nom del impressor: "Impressit Roma Eucharius Argenteus Anno dni M.cccc.xciij". |
| Basilea 2ª Edició (21 abril 1494) |              | De insulis nuper al mar Indico repertis, es tracta d'una reedició de la primera edició de Basilea (utilitza quatre de les sis xilografies). Aquesta edició es va publicar com a apèndix d'un drama de prosa, Historia Baetica de Carolus Verardus, una obra sobre la conquesta de Granada de 1492                                                                                           | Imprès per Johann Bergmann a Basilea, el 21 d'abril de 1494 |

### Primera edició de Roma
Text complet de la carta en català.
Fou la primera edició impresa de la traducció en llatí de la carta de Colom a Sanxis i va ser probablement impresa a Roma per l'impressor Stephen Plannck, el maig de 1493. La majoria de les primeres edicions llatines són reimpressions d'aquesta edició. El títol es dona com De Insulis Indiae supra Gangem nuper inventis ("De les illes de l'Índia més enllà del Ganges, recentment descobertes"), i conté un pròleg assenyalant que va ser enviada per Cristòfor Colom (em cognom català) a Raphael Sanxis en (edicions posteriors se'l anomena Gabriel Sánchez, el tresorer de la Corona d'Aragó.
En la seva salutació d'obertura esmenta el rei Ferran II d'Aragó descuidant a Isabel I de Castella (posteriors edicions també afegeixen a Isabel I de Castella). Es refereix al destinatari com "Raphael Sanxis" (cognom escrit en català), i al traductor com "Aliander de Cosco" (edicions posteriors ho corregiren a" Leander de Cosco "), i va assenyalar que va acabar de traduir-lo el 29 d'abril del 1493 ("tercera calendes de maig").
Salutació d'obertura:
Epistola Christofori Colom: cui (a)etas nostra multum debet: de Insulis Indi(a)e supra Gangem nuper inventis, ad quas perquirendas, octavo antea mense, auspicijs et (a)ere invictissimi Fernandi Hispaniarum Regis missus fuerat: ad Magnificum d(omi)n(u)m Raphaelem Sanxis: eiusdem serenissi Regis Thesaurarium missa: quam nobilis ac litteratus vir Aliander de Cosco ab Hispano ideomate in latinum convertit: tertio kal(enda)s Maii, M.cccc.xciii, Pontificatus Alexandri Sexti, Anno primo.
Traducció:
Carta de Cristòfol Colom: a qui és molt deutora la nostra generació: referent a les illes de la India, trobades fa poc sobre el Ganges, i que a la seva conquesta havia estat enviat feia vuit mesos, i a expenses del invictísim Ferran Rei d'Espanya: Dirigida al magnífic senyor Rafael Sanxis, tresorer del sereníssim monarca, i traduïda del espanyol al llatí pel generós i literat Leandro de Cosco a tercera calendes de maig (25 d'Abril) de 1493, any primer del Pontificat de Alexandre VI.
En les següents edicions romanes segona i tercera, es van modificar els noms (Ferdinand & Isabella, Gabriel Sánchez, Lander de Cosco).
A destacar també la referència del port de sortida Gadibus o Cadis: Trenta tres dies després de la meva sortida de Cadis vaig arribar al mar de la India. En les edicions posteriors serà substituït per les Illes Canàries.
Totes les edicions llatines ometen el final present a l'edició castellana a Santangel, és a dir, ometen el fet d'haver estat escrita a bord del vaixell a les Illes Canàries, el passatge sobre la tempesta i els dies que va trigar a retornar i el codicil sobre la lletra sent enviat al Escrivà de Ració i als monarques catòlics. En canvi, simplement signa "Lisboa, el dia abans 14 de maig. La signatura de Colom que ens dona és Christoforus Colom Oceanice classis Præfectus.

## Edicions italianes i Alemanya
.

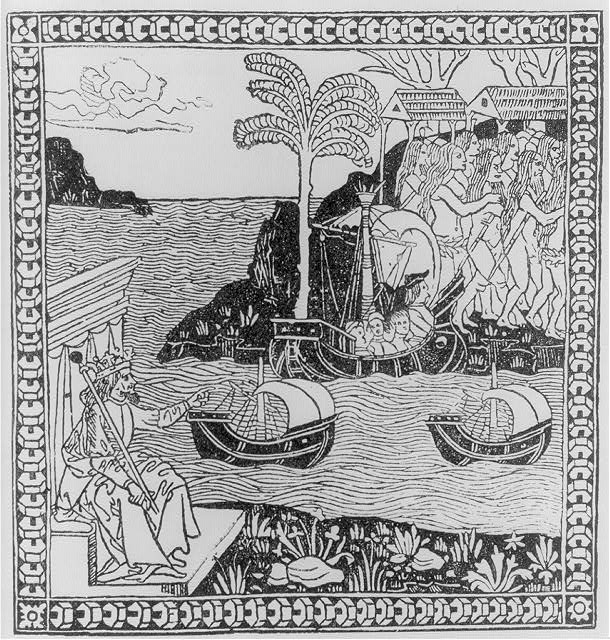
Xilografia a la portada de l'edició italiana de versos de Giuliano Dati, publicat a Florència, octubre de 1493 (segona edició)

La lletra llatina a Gabriel Sanxis, ja sigui la primera o la segona edició romana, va ser traduïda al italià per Giuliano Dati, un poeta popular de l'època, a petició de Giovanni Filippo dal Legname, secretari de Ferran II. La primera edició de l'edició italiana de la carta es va publicar al juny de 1493 i va anar ràpidament per quatre edicions addicionals, suggerint que aquesta era probablement la forma més popular de la carta de Columbus coneguda almenys al públic italià. Una traducció de la lletra llatina a la prosa alemanya es va dur a terme el 1497.
- Primera edició italiana , La carta delle isole novamente trovata, Primera edició de la versió en vers italiana de Giuliano Dati, publicat per Eucharius Silber a Roma, i amb data explícita del 15 de juny de 1493.
- Segona edició italiana, La lettera dell'isole questa trovate novament il ri dispagna , traducció revisada de la carta de Giuliano Dati, impresa a Florència per Laurentius de Morganius i Johann Petri, datada el 26 d'octubre de 1493.[17] Té una Xilografia famosa a la portada, que posteriorment va ser re-utilitzada per a una edició de 1505 de la "Carta a Soderini" d'Amerigo Vespucci.
- Tercera edició italiana ,  Questa i la història de l'inventioe delle diese isole Cannaria in Indiane , reedició de l'edició de versos de Dati. Ubicació sense edició i sense edició desconeguda.
- Quarta edició de versos italians , La lletra dell'isole che ha trovata novamente, reedició de Dati verse, de Morganius i Petri a Florència, de data 26 d'octubre de 1495.

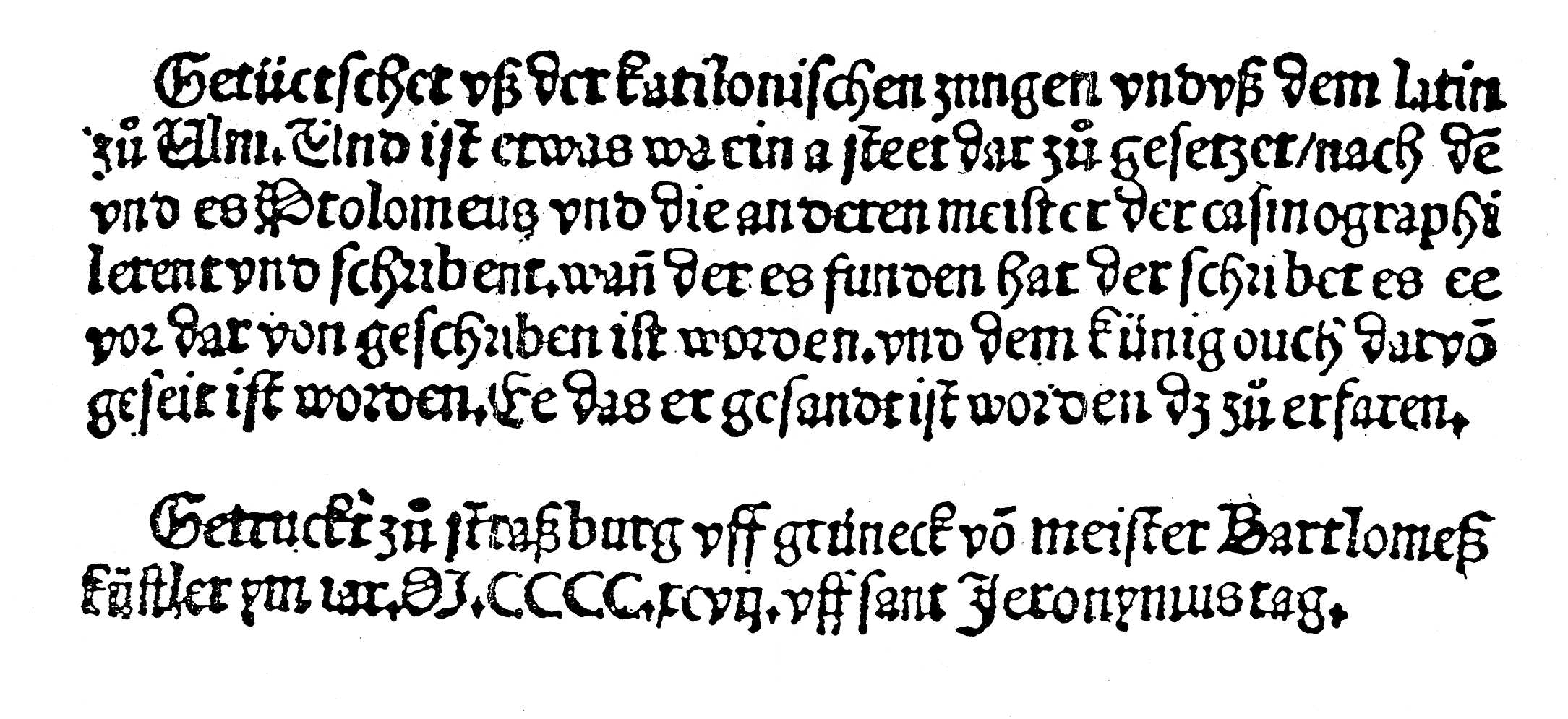
Edició de la Carta de Estrasburg de 1497.

- Cinquena edició italiana, Isole trovate novament pel Re d'Espanya, reimpressió de l'edició de Dati, sense data i sense nom (post-1495), manca del gravat del títol.
- Traducció alemanya, Ein schön hübsch lesen von etlichen Inslen, traduïda al Alemany a Estrasburg, impresa per Bartholomeus Kistler, datada el 30 de setembre de 1497. Aquesta versió indica que va ser traduïda del català i del llatí "getüeschet vß der katilonischen zungen und vß dem latin" (traduïda -a l'alemany- del català i el llatí).[18]

## Carta a Gabriel Sánchez en castellà
El 1858 el bibliòfil Francisco Adolfo de Varhagen va publicar la transcripció d'un nou document trobat per ell: la versió castellana de la carta a Gabriel Sánchez. De Varnhagen, que s'amagava rere el pseudònim Genaro H. de Volafan, afirma haver trobat una còpia de la carta en un "petit tom manuscrit de lletra del segle XVI" que tanmateix ningú ha tornat a veure mai, el que fa dubtar de l'autenticitat d'aquest document. Una de les peculiaritats d'aquesta carta és que la seva data és diferent de totes les altres: "a la caravel·la, sobre l'illa de Sª Maria, 18 de febrer de 1493".

## Cartes als reis
Abans que Colom retornés a la Península l'any 1493, els reis ja havien rebut notícies de l'expedició. Probablement les enviés Martín Alonso Pinzón, qui havia arribat per separat a Baiona a Galícia capitanejat la Pinta .
| « | Amb aquest cavaller li van declarar que havia arribat nova per una caravel·la de les que van ser amb Colón, que va aportar a la costa de Galícia, com avia trobat les illes i terra que anava a descobrir, i que eren poblades de gent molt disposada per es convertir a la nostra Santa Fe Catòlica. Que d'això hi va haver molt de plaer, perquè en els seus temps, i per ells, s'haguessin terres i gents on la fe de nostre Senyor Jesucrist fos més estesa i ensalzada; i que estant per fer-ho saber al Rei de Portugal, com a germà, que coneixien que dello avia molt plaer, així per lo del ensalzado de la nostra Santa Fe Catòlica, com pel que a ells tocava, els va arribar una lletra del dit Almirante, per la qual els feia saber el mateix, i que es avia vingut per on el Rei de Portugal estava, i li avia vist i fet relació del que avia trobat, i li va fer molt bon acolliment i va mostrar molt plaer d'això,.... | » |

 La carta de Pinzón va fer que els monarques posessin en marxa preparatius per enviar un ambaixador a Portugal. Segons el cronista Zurita, uns dies més tard però abans que partís l'ambaixador van rebre una altra carta, aquesta escrita per Colom, dient que havia estat a Lisboa i s'havia entrevistat amb el rei de Portugal.
Hi ha una altra prova documental més directa de què Colom va escriure almenys una carta als Reis a la tornada del Primer Viatge: una carta que aquests li van escriure el 30 de març de 1493 dient-li que "vam veure les vostres lletres". D'altra banda, la posdata de la carta a l'escrivà de ració suggereix que juntament amb aquest document Colom va enviar una altra carta adreçada "a Sus Altezas".
Durant segles no s'havia pogut localitzar cap d'aquestes cartes, la qual cosa va donar lloc a l'aparició d'un gran nombre de falsificacions. El 1985 va aparèixer en una llibreria de Tarragona l'anomenat Llibre copiador de Colom, una col·lecció de nou documents colombinos probablement transcrits en l'últim terç del segle xvi. Entre ells hi havia una carta relatant el Primer Viatge i dirigida als Reis. L'Estat espanyol va comprar aquest llibre el 1987 i el dipòsit en l'Arxiu General d'Índies. Dos anys més tard va ser publicat en facsímil, en una edició dirigida per Antonio Rumeu de Armas, i posteriorment ha estat transcrit en diverses col·leccions de documents.
La carta del Libro copiador està estructurada de forma clara i coherent, el que implica que no va ser redactada precipitadament. En comparació amb la carta a Santàngel mostra moltes similituds però també diferències òbvies.
Tot i ser més llarga en unes 300 paraules, dona menys detalls sobre les canoes, la dieta i l'estructura social dels indis. Inclou peticions de favors als reis, per exemple un títol de cardenal per un dels seus fills, que no apareixen, lògicament, en les cartes a Santàngel i Sánchez. D'altra banda el seu to és molt més messiànic, amb freqüents al·lusions a la intervenció divina i afirmant que l'objectiu del descobriment era guanyar riqueses per finançar la conquesta de Jerusalem.
Aquesta carta està datada "a la mar d'Espanya" a 4 de març de 1493, sense cap menció ni a Canàries ni a Lisboa, per la qual cosa no contradiu el Diari.
Segons Rumeu, tant la carta del Libro copiador com les de Santàngel i de Sánchez van ser escrites personalment per Colom i són coherents entre si. Tanmateix, el text d'aquesta "carta als Reis" presenta diferències substancials amb les altres dues, les quals tampoc és segur que siguin de la mà de Colom. D'altra banda, alguns historiadors consideren que l'autenticitat del Libro copiador no ha estat demostrada.